# Quoad valetudinem
Quoad valetudinem è una locuzione latina che significa "per ciò che riguarda la salute". 
Viene utilizzata nelle prognosi mediche per esprimere un giudizio sulla possibilità di recuperare un buono stato di salute. Una prognosi riservata quoad valetudinem significa che non si può essere sicuri del recupero completo della salute del paziente.